# 橘尾光鰓魚
橘尾光鰓魚（學名：Chromis flavaxilla），又稱橘尾光鰓雀鯛，是輻鰭魚綱鱸形目雀鯛科光鰓魚屬的其中一種，分布於西印度洋紅海至波斯灣北部海域，深度0至18公尺，本魚體呈卵圓形且側扁，身體黃褐色, 鱗片邊緣比較深色, 腹部顏色成灰色，背鰭與臀鰭與腹鰭邊緣藍色，胸鰭的葉腋鮮橘色至黃色，尾鰭淡灰綠色，上、下邊緣中具有一個寬的黑色條紋，背鰭硬棘12枚、背鰭軟條10-12枚、臀鰭硬棘2枚、臀鰭軟條11枚，體長可達7.2公分，棲息在礁石區樹狀珊瑚，以浮游生物為食，繁殖期時成對出現，雄魚會守護卵直到孵化，生活習性不明。